# Norges Tennisforbund
Norges Tennisforbund bildades den 25 juni 1909 och ordnar med organiserad tennis i Norge. Huvudkontoret ligger i Oslo.